# Супряга, Владислав Сергеевич
Владисла́в Серге́евич Супря́га (укр. Супряга Владислав Сергійович; род. 15 февраля 2000, Сарата, Одесская область) — украинский футболист, нападающий киевского «Динамо». Чемпион мира по футболу среди молодёжных команд до 20 лет 2019 года.

## Клубная карьера
Воспитанник футбольной академии «Днепра». Выступал в юношеском и молодёжном первенстве. 15 июля 2017 года дебютировал в составе «Днепр-1» в кубковом матче против «Буковины», выйдя в стартовом составе и отыграв 58 минут..
По итогам 2017 года, стал победителем в номинации «Лучший игрок атакующего плана-2017» в возрасте 17 лет. Награду вручал Владимир Бессонов.
В составе команды «Днепр-1» пробился в полуфинал Кубка Украины 2017/18, обыграв в четвертьфинале «Львов».
10 августа 2018 года подписал пятилетний контракт с киевским «Динамо». Дебют в чемпионате Украины состоялся 25 августа 2018 года в выездном матче против одесского «Черноморца» (1:1).
Летом 2019 года на правах годичной аренды вернулся в «Днепр-1», который вышел в Премьер-лигу.
Сезон 2020/21 начал в составе «Динамо». Первый свой гол забил в первом же поединке на 56-й минуте в ворота «Олимпика» (Донецк).
31 января 2022 года на правах аренды до окончания сезона 2021/22 с правом выкупа перешёл в клуб Серии А «Сампдорию». Дебютировал в Чемпионате Италии 6 февраля в матче против «Сассуоло» выйдя на замену на 37 минуте матча.

## Карьера в сборной
В юношеской сборной Украины провёл 35 матчей, забил 7 голов включая товарищеские матчи. Принимал участие в финальном турнире чемпионата Европы 2017 года среди 17-летних в Хорватии, выходил на поле во всех трёх матчах своей команды. В 2019 году в составе молодёжной сборной Украины до 20 лет под руководством Александра Петракова стал победителем чемпионата мира. С 2019 по 2022 год играл за молодёжную сборную Украины до 21 года.

## Достижения

### Командные
«Динамо» (Киев)
- Чемпион Украины: 2020/21
- Серебряный призёр чемпионата Украины: 2023/24
- Обладатель Кубка Украины: 2020/21
- Обладатель Суперкубка Украины: 2020

Сборная Украины
- Чемпион молодёжного чемпионата мира: 2019

### Личные
- Символическая сборная чемпионата Европы по футболу среди юношей: 2018[11]
- Лучший молодой игрок чемпионата Украины: 2019/20[12]
- Игрок месяца чемпионата Украины: февраль 2020

### Награды
- Орден «За заслуги» III степени (2019)[13]